# Åkrabergs ladugård

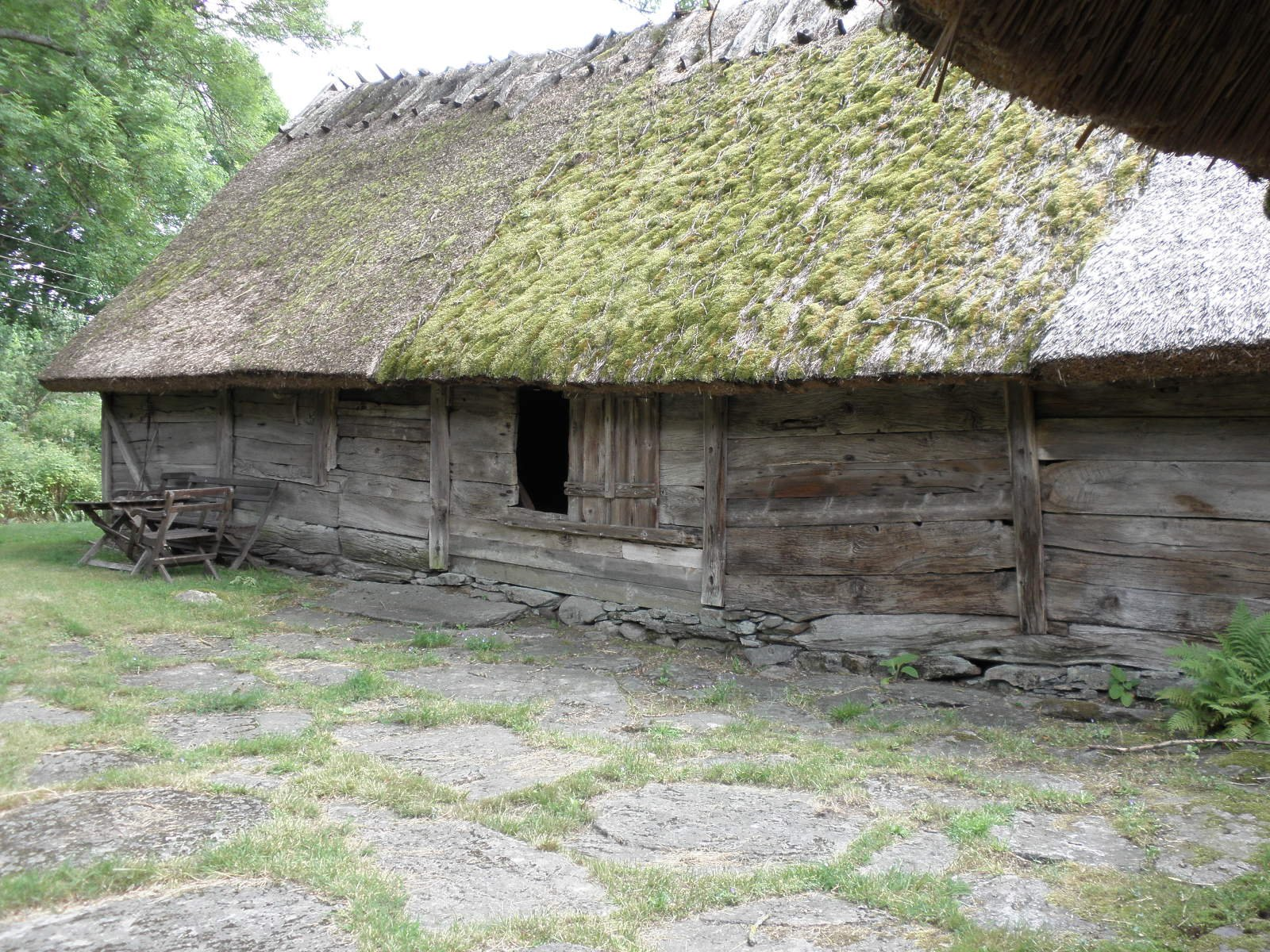
Åkrabergs ladugård

Åkrabergs ladugård i Värö socken blev 1963 Hallands första byggnadsminne.
Ladugården är uppförd i mitten av 1730-talet. Den har tre längor byggda i skiftesverksteknik kring en gårdsplan med brunn och vårdträd. Halmtaket vilar på en så kallad mesulakonstruktion.
Åkrabergs ladugård är belägen strax öster om Europaväg E6/E20 och har vägvisning från avfart '56 Värö'. I grannskapet finns Borrås skåra.